# Chalarodon madagascariensis
Chalarodon madagascariensis — вид малагасійської наземної ящірки ігуані, що походить із західного, південного та південно-східного Мадагаскару. До 2015 року він вважався єдиним представником свого роду, але другий вид, C. steinkampi, був визнаний у 2015 році. Поки що не ясно, чи збігаються ареали цих двох видів.

## Поширення
Цей вид широко поширений на заході, півдні та сході Мадагаскару. Вид населяє переважно прибережні, напівпосушливі та посушливі регіони та майже повністю відкриті або дуже рідко вкриті рослинністю місця існування з піщаним ґрунтом у провінції Толіара та в південно-західних провінціях Фіанаранцуа та Маджунга на південному заході Мадагаскару.

## Морфологія
Calarodon madagascariensis найлегше відрізнити від C. steinkampi за його кілеподібною гулярною та черевною лускою, яка в останнього виду є безкілевою. Загальна довжина становить до 223 мм, зазвичай близько 200 мм.

## Харчування
Chalarodon madagascariensis є комахоїдними. Окрім комах, інколи потрапляють у їжу рослини, зокрема у вигляді листя та коренів.